# Giuseppe Gerratana
Giuseppe Gerratana (né le 8 novembre 1992 à Modica) est un athlète italien, spécialiste du 3 000 m steeple.

## Biographie
Giuseppe Gerratana appartient au club A. S. Dil. Lib. Running de Modica. Son meilleur temps sur 3 000 m est de 8 min 12 s 68 (Nembro le 3 juillet 2013) et il améliore son record sur 3 000 m steeple en 8 min 35 s 55 pour remporter la médaille d'argent, derrière Abdelaziz Merzougui des Championnats d'Europe espoirs à Tampere (précédents records 8 min 47 s 57 à Caprino Veronese et 8 min 46 s 05, record personnel en séries à Tampere le 12 juillet).

### Palmarès
| Date | Compétition                   | Lieu    | Résultat | Épreuve         | Performance   |
| ---- | ----------------------------- | ------- | -------- | --------------- | ------------- |
| 2013 | Championnats d'Europe espoirs | Tampere | 2e       | 3 000 m steeple | 8 min 35 s 55 |

### Records
| Épreuve         | Performance   | Lieu    | Date            |
| --------------- | ------------- | ------- | --------------- |
| 3 000 m steeple | 8 min 35 s 55 | Tampere | 14 juillet 2013 |